# Ferdinando Paër

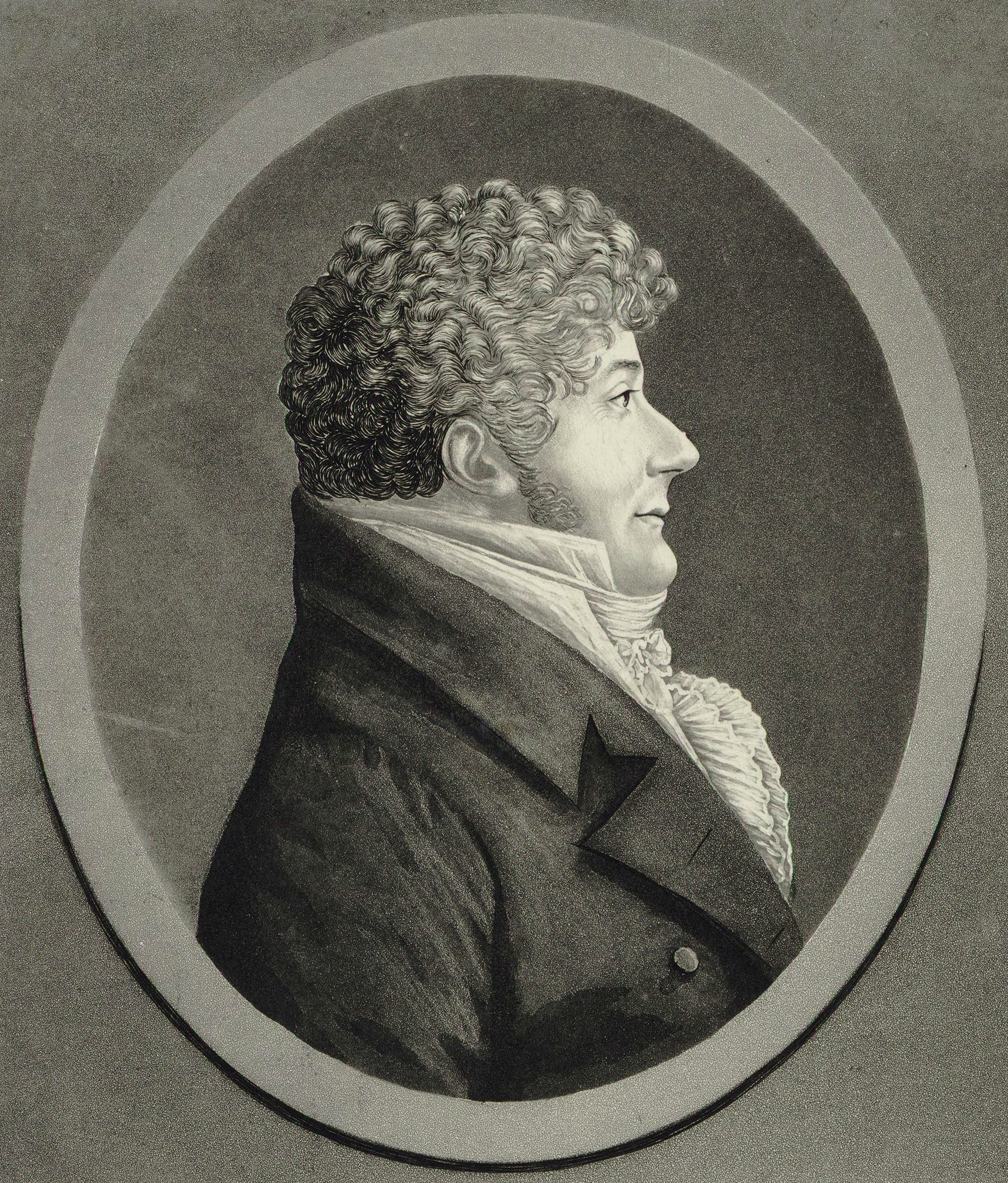
Ferdinando Paër, 1809

Ferdinando Paër (* 1. Juli 1771 in Parma; † 3. Mai 1839 in Paris) war ein italienischer Komponist österreichischer Abstammung.

## Leben
Ferdinando Paërs Vater Giulio war Hornist im Hoftheater in Parma. Von ihm erhielt er nach 1778 seinen ersten Musikunterricht. Später studierte er in seiner Heimatstadt bei dem Hofkapellmeister Gian Francesco Fortunati. In Neapel setzte er seine Studien am Conservatorio della Pietà dei Turchini fortsetzte. Er debütierte 1789 mit der komischen Oper La locanda de’ vagabondi. 1791 entstand sein erstes bekanntes Bühnenwerk, Orphée et Euridice, in französischer Sprache. Es wurde in Parma uraufgeführt. 1791 wurde er Theaterkapellmeister in Venedig. Hier entstand 1792 seine erste italienische Oper: Circe. Auf Grund der ersten Erfolge wurde zum ehrenamtlichen Hofkapellmeister in Parma. 1797 übte er diese Tätigkeit dann in Wien aus.
1797 heiratete er die italienische Opernsängerin Francesca Riccardi (1778–1845) und siedelte mit ihr nach Wien über. Dort erhielt sie ein Engagement als erste Sängerin an der Italienischen Hofoper. 1801 folgte das Ehepaar einem Ruf an das Dresdner Hoftheater.
Von 1802 bis 1806 war Paër Kapellmeister am Morettischen Opernhaus in Dresden, von 1812 bis 1827 Kapellmeister an der italienischen Oper in Paris. Ab 1831 war er Mitglied der Académie des Beaux-Arts, 1832 wurde er Kapellmeister der dortigen Königlichen Kapelle. Paër war unter anderem Franz Liszts Lehrer in Paris, welchem er auch bei der Verfeinerung von dessen 1824 bis 1825 entstandener Oper Don Sanche ou Le château d’amour half.

## Werke

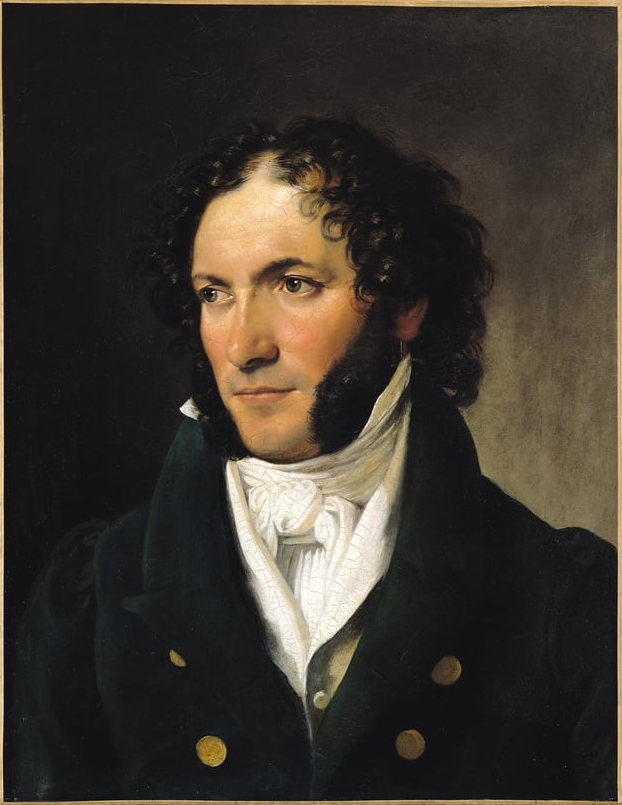
Ferdinando Paër

Der Musikwissenschaftler Wolfram Enßlin verfasste ein Chronologisch-thematisches Verzeichnis der Werke Ferdinando Pae͏̈rs (PaWV).
Paër schrieb ungefähr 44 Opern, die zu seiner Lebenszeit sehr erfolgreich und bekannt waren, nach seinem Tode aber in Vergessenheit gerieten; außerdem Oratorien, Kantaten, Gesangswerke, Klavierstücke u. a. Seiner Oper Leonora liegt der gleiche Stoff zu Grunde wie Beethovens Oper Fidelio.
Paër war unter anderem Franz Liszts Lehrer in Paris, welchem er auch bei der Verfeinerung von dessen 1824 bis 1825 entstandener Oper Don Sanche ou Le château d’amour half.
Die folgende Liste basiert auf den Angaben bei Grove Music Online und Corago.

### Opern
- Orphée et Euridice, Prosa-Oper (Schauspiel mit Musik), Libretto: Duplessis; 1791, Parma, Hof
- Circe (auch Calypso), dramma per musica; Libretto: Domenico Perelli; Karneval 1792, Venedig, Teatro San Samuele[6]
- Le astuzie amorose, ossia Il tempo fa giustizia a tutti (auch Le trame amorose oder La locanda de’ vagabondi), drama per musica; Libretto: Antonio Brambilla; Herbst 1792, Parma, Teatro Regio Ducale; 1793 in Reggio Emilia, Piacenza und Venedig, 1794 in Padua, Turin und Monza, 1795 in Lodi, 1796 in Cremona und Varese, 1797 in Genua und Mailand, 1801 in Treviso, 1803 in Palermo und Florenz, 1804 in Siena, 1806 in Ascoli Piceno und Cagliari, 1809 in Florenz, 1810 in Rieti, 1813 in Dresden, 1872 in Florenz[7]
- I portenti del magnetismo, opera buffa; Karneval 1793, Venedig, Teatro San Moisè[8]
- Icilio e Virginia, dramma per musica; Libretto: Giuseppe Maria Foppa; Junimesse 1793, Padua, Teatro Nuovo[9]
- Laodicea, dramma per musica; Libretto: Giuseppe Maria Foppa; Juni 1793, Padua, Teatro Nuovo; 1798 in Verona, 1799 als Tegene e Laodicea in Florenz, 1803 in Cesena[10]
- I pretendenti burlati, dramma giocoso per musica; Libretto: Gian Carlo Grossardi; Sommer 1793, Medesano, Teatrino Grossardi[11]
- L’oro fa tutto, dramma giocoso per musica; Libretto: Angelo Anelli; Herbst 1793, Mailand, Teatro alla Scala; 1795 als Geld ist die Lösung in Dresden, 1804 in Palermo[12]
- L’inganno in trionfo, intermezzo; Karneval 1794, Florenz, Teatro degli Intrepidi[13]
- Il nuovo Figaro (auch Il matrimonio di Figaro), dramma giocoso per musica; Libretto: Lorenzo Da Ponte; Januar 1794, Parma, Teatro Ducale[14]
- Una in bene e una in male, dramma giocoso per musica; Libretto: Giuseppe Maria Foppa; 1794, Rom, Teatro Valle; 1802 als Le astuzie di Patacca in Dresden, 1804 erneut in Rom, 1805 in Dresden, 1815 in Genua und Siena, 1816 in Mailand[15]
- Il fornaro, farsa; Karneval 1794, Venedig, Teatro San Moisè[16]
- Il matrimonio improvviso (auch I due sordi burlati oder L’inganno per amore), commedia con musica; Libretto: Giuseppe Maria Foppa; 22. Februar 1794, Venedig, Teatro San Moisè; 1796 in Salò, 1797 in Lissabon und Mailand, 1798 in Barcelona und Madrid, 1800 in Varese, 1801 in Venedig[17]
- I molinari, commedia per musica; Libretto: Giuseppe Maria Foppa; 22. Februar 1794, Venedig, Teatro San Moisè; 1796 in Lissabon, 1797 in Madrid und Mailand, 1805 in Pillnitz (Dresden)[18]
- L’Idomeneo, dramma serio per musica; Libretto: Gaetano Sertor; 21. April 1794, Florenz, Teatro degli Intrepidi[19]
- Ero e Leandro, dramma per musica; 13. August 1794, Neapel, Teatro San Carlo[20]
- La Rossana, dramma per musica; Libretto: Pietro Calvi; 31. Januar 1795, Mailand, Teatro alla Scala[21]
- Anna, opera buffa; Juni 1795, Padua, Teatro Nuovo[22]
- Il Cinna, dramma per musica; Libretto: Angelo Anelli; 13. Juni 1795, Padua, Nuovo[23]
- L’intrigo amoroso (auch Il male vien dal buco, Gl’intrighi del serraglio oder Saed, ossia Il serraglio), dramma giocoso per musica; Libretto: Giovanni Bertati; 4. Dezember 1795, Venedig, Teatro San Moisè; 1797 in Bologna und Ferrara, 1798 in Turin, 1798 in Lissabon, 1799 in Dresden, 1800 in Mantua, Vicenza und Mailand, 1802 in Florenz, 1803 in Palermo[24]
- L’orfana riconosciuta, dramma giocoso per musica; Libretto: Giovanni Bertati; 28. März 1796, Florenz, Teatro della Pergola[25]
- L’amante servitore, commedia per musica; Libretto: Antonio Simone Sografi; 28. Dezember 1796, Venedig, Teatro San Moisè; 1808 in Dresden[26]
- Il fanatico in Berlina; Libretto: Giovanni Bertati; 1797, Wien, Kärntnertortheater; im selben Jahr auch in Madrid[27]
- Il principe di Taranto (überarbeitet 1807 als La contadina fortunata), dramma giocoso per musica; Libretto: Filippo Livigni; 11. Februar 1797, Parma, Teatro Ducale; im selben Jahr auch in Madrid, Mailand und Turin, 1798 in Dresden, 1800 in Florenz, 1803 in Pavia, 1804 in Livorno, 1806 in Pisa, 1807 in Neapel, L’Aquila, Genua und Mailand, 1808 in Ancona, Macerata, Bologna, Ravenna und Cremona, 1810 in Vigevano, 1812 in Parma und Palermo, 1815 in Genua, 1819 in Siena[28]
- Griselda, ossia La virtù al cimento, melodramma; Libretto: Angelo Anelli; Karneval 1798, Parma, Teatro Ducale; viele weitere Produktionen bis 1827[29]
- Il maestro di ballo, farsa; Libretto: Giuseppe Maria Foppa; Karneval 1799, Venedig, Teatro San Moisè[30]
- Camilla, ossia Il sotterraneo, dramma serio giocoso; Libretto: Giuseppe Carpani nach Benoît-Joseph Marsollier des Vivetières; 23. Februar 1799, Wien, Kärntnertortheater; viele weitere Produktionen bis 1837[31]
- Il morto vivo, operetta; Libretto: Carlo Prospero De Franceschi; 12. Juli 1799, Wien, Kärntnertortheater; 1800 in Venedig, 1807 in Dresden[32]
- La testa riscaldata, farsa giocosa per musica; Libretto: Giuseppe Maria Foppa; 20. Januar 1800, Venedig, Teatro San Benedetto; im selben Jahr auch in Padua, 1803 in Dresden, 1814 in Prato[33]
- La sonnambula, farsa giocosa per musica; Libretto: Giuseppe Maria Foppa; 15. Februar 1800, Venedig, Teatro San Benedetto[34]
- Ginevra degli Almieri, tragicommedia per musica; Libretto: Giuseppe Maria Foppa; 2. September 1800, Wien, Kärntnertortheater; 1808 in Dresden, 1814 in Florenz[35]
- Poche ma buone, ossia Le donne cambiate (deutscher Titel: Der lustige Schuster), opera buffa; Libretto: Giuseppe Maria Foppa; 18. Dezember 1800, Wien, Kärntnertortheater[36]
- Achille, dramma per musica; Libretto: Giovanni De Gamerra nach Homer; 6. Juni 1801, Wien, Kärntnertortheater; 1804 in Dresden, 1810 in Berlin und München, 1811 in Wien, 1814 in München, 1816 in Dresden, 1816 in Forlì und Mailand[37]
- Numa Pompilio, dramma serio; Libretto: Pietro Bagnoli; 1802 (vielleicht schon 1800), Wien; 1808 in Paris, 1810 und 1814 in München[38]
- I fuorusciti, dramma giocoso per musica; Libretto: Angelo Anelli; 27. November 1802, Dresden, Teatro Elettorale; im selben Jahr auch in Prag, 1805 in Parma, 1809 in Rom, 1810 in Neapel, 1812 in Florenz, 1814 in Mailand, 1817 in Florenz, 1819 in Barcelona[39]
- Sargino, ossia L’allievo dell’amore, dramma eroicomico; Libretto: Giuseppe Maria Foppa; 26. Mai 1803, Dresden, Hof; 1803 in Prag und Wien, 1807 in Wien, 1809 in Amsterdam, 1811 in Bologna, 1812 (?) in Dresden, 1814 in Mailand, 1815 in Florenz, Neapel und Palermo, 1817 in Venedig, 1818 in Siena, 1819 in Florenz, 1820 in Turin, 1821 in Genua, 1826 in Mailand, 1828 in Triest[40]
- Lodoiska, dramma eroico; Libretto: Francesco Gonella; Sommer 1804, Bologna, Teatro Comunale[41]
- Leonora, ossia L’amore coniugale, dramma semiserio; Libretto: Giacomo Cinti (?) nach Jean Nicolas Bouilly; 3. Oktober 1804, Dresden, Teatro Elettorale di Sassonia; 1805 in Prag, 1809 in Paris, 1812 in Florenz, 1813 in Rom, 1816 in Neapel, 1817 in Palermo[42]
- Sofonisba, dramma serio per musica; Libretto: Domenico Rossetti; 19. Mai 1805, Bologna, Teatro del Corso; 1806 in Wien, Parma und Dresden, 1817 in Modena, 1820 in Neapel[43]
- Il maniscalco, dramma giocoso per musica; Libretto: Carlo Prospero De Franceschi; Sommer 1805, Florenz, Teatro degli Intrepidi[44]
- Cleopatra; 1808, Paris[45]
- Diana ed Endimione, ossia Il ritardo, intermezzo; Libretto: Stefano Vestris; Herbst 1809, Paris, Tuileries[46]
- L’Agnese, dramma semiserio per musica; Libretto: Luigi Buonavoglia nach F. Casari; 3. Oktober 1809, Parma, Ponte d’Attaro, Teatro Scotti; viele weitere Produktionen bis 1839[47]
- La Didone, melodramma serio; Libretto: Stefano Vestris nach Pietro Metastasio; 1810, Paris, Tuileries; 1812 in Dresden, 1814 in London, 1817 in Parma und Florenz[48]
- Un pazzo ne fa cento, opera buffa; Herbst 1812, Florenz, Teatro della Pergola[49]
- I baccanti; Libretto: Gaetano Rossi; 7. Januar 1813, Paris, Tuileries[50]
- Poche ma buone, ossia La moglie ravveduta, farsa comica; Libretto: Giovanni De Gamerra; Sommer 1813, Rom, Teatro Valle; 1817 in Dresden[51]
- Oro non compra amore, opera buffa; Karneval 1814, Pavia, Quattro Signori[52]
- L’oriflamme, opéra (mit Musik von Henri Montan Berton, Étienne-Nicolas Méhul und Rodolphe Kreutzer); Libretto: Charles-Guillaume Étienne und Louis-Pierre-Marie-François Baour-Lormian; 1. Februar 1814, Paris, Opéra[53]
- L’eroismo in amore, melodramma serio; Libretto: Luigi Romanelli; 26. Dezember 1815, Mailand, Teatro alla Scala; 1820 in Dresden[54]
- La primavera felice; Libretto: Luigi Balocchi; 5. Juli 1816, Paris, Italien[55]
- Lo sprezzatore schernito, burletta per musica (mit Musik vieler anderer Komponisten); 22. November 1816, Florenz, Teatro della Pergola[56]
- Le maître de chapelle, ou Le souper imprévu, opéra-comique; Libretto: Sophie Gay; 29. März 1821, Paris, Théâtre Feydeau[57]
- Blanche de Provence, ou La cour des fées, opéra (mit Musik von Henri Montan Berton, François-Adrien Boieldieu, Luigi Cherubini und Rodolphe Kreutzer); Libretto: Emmanuel Théaulon und De Rancé; 1. Mai 1821, Paris, Tuileries[58]
- Olinde et Sophronie; Libretto nach Torquato Tasso; 1824 (?) für die Pariser Oper vorgesehen
- La marquise de Brinvilliers, drame lyrique (mit Musik vieler anderer Komponisten); Libretto: Eugène Scribe und François-Henri-Joseph Blaze; 31. Oktober 1831, Paris, Salle Ventadour[59]
- Il matrimonio di don Pagnacca, o sia La vedova di un giorno, farsa per musica (mit Musik von Johann Simon Mayr, Francesco Morlacchi und Pietro Carlo Guglielmi); Libretto: Giovanni Panzadori; Karneval 1819, Perugia, Teatro del Pavone[60]
- Un caprice de femme, opéra-comique; Libretto: Jean-Pierre Lesguillon; 23. Juli 1834, Paris, Opéra-Comique (Bourse)

### Kantaten
- Adieux de la société de Vienne à Mme la princesse Boris de Galitzin für Sopran, drei Stimmen und Klavier
- Arianna consolata, componimento drammatico; Libretto: Luigi Prividali; 1806[61]
- Cantata pel giorno natalizio del signor Luigi Franul de Weissenthurn für Solostimme und Klavier
- Cantate pour la fête du sacre S.M. le roi de France, Charles X für Stimmen und Klavier; undatiert, Paris
- unbetitelte Kantate für drei Solostimmen (Felicità, Virtù, Imeneo) und Orchester
- Das heilige Grab; 1803, Wien
- È cessato il tempo für Fürst Lobkowitz
- Eloisa e Abelardo agli Elisi, Kantate für zwei Solostimmen und Klavier; 1798, Wien; 1805 in Triest[62]
- Europa in Creta für eine Stimme und Klavier; 1810 (?), Leipzig
- I bisogni sollevati, concerto drammatico; 1805, Wien[63]
- Il più bel giorno di festa für vier Solostimmen, Chor und Orchester
- La conversazione filarmonica, komische Kantate für vier Solostimmen, Chor und Orchester
- La gloria al massimo degli eroi für Sopran, Harfe und Klavier; undatiert, Paris
- La gloria coronante un eroe für Sopran, Harfe und Klavier; London, 1810 (?); vielleicht identisch mit der vorstehenden Kantate
- La lanterna magica, divertimento für Schauspieler, Stimmen und Orchester
- L’amor timido für Sopran und Klavier; Libretto: Pietro Metastasio; undatiert, Leipzig
- L’apoteosi für Stimmen und Orchester
- Prometeo al Caucaso
- Saffo für Sopran und Orchester; Paris, 1815 (?)
- Ulisse e Penelope für Sopran, Alt und Orchester; Paris, 1820 (?)

### Oratorien
- Il trionfo della chiesa; 1804, Parma
- La passione di Gesù Cristo; Libretto: Pietro Metastasio; 1804 und/oder 1810, Parma[64]
- Il Santo Sepolcro; 1818, Dresden
- Per la festività del Santo Natale für drei Stimmen und Instrumente; Libretto: Pietro Metastasio

### Sonstige geistliche Musik
- Messen für Stimmen und Orchester
- Kyrie–Gloria für vier Stimmen und Orchester
- Credo für vier Stimmen und Orchester
- Offertoire pour la mort du duc de Berry
- O salutaris für drei Stimmen, Chor (?) und Klavier/Orgel; um 1825, Paris
- Magnificat für vier Stimmen und Instrumente
- Tantum ergo für Bass und Orchester
- Tantum ergo für Tenor und Orchester; 1795
- Psalmen, Hymnen und andere Werke

### Vokale Kammermusik
- La Francia in pace, Hymne; 1811, London
- Grazie rendiamo, Hymne für zwei Soprane, Bass und Klavier; undatiert, Paris
- L’odalisca für eine Stimme, Horn und Klavier
- Pastorale che si canta dagli Zampognari in Roma für fünf Stimmen und Klavier
- O notte soave, serenade für zwei Soprane, Tenor, Bass, Horn, Violoncello, Kontrabass und Klavier; 1810 (?), Paris
- Kanon für drei Stimmen; 1820 (?), London; undatiert, Braunschweig
- Il tempio d’armonia für vier Stimmen und Klavier; undatiert, Paris
- diverse Arietten, Lieder, Duette, Romanzen und Notturni

### Lehrwerke
- 24 exercises pour voix de soprano ou tenore contenant gammes variées et solfèges
- 36 vocalises pour voix de basse-taille avec pianoforte
- 6 solfeggi facili, per cantar di portamento

### Orchesterwerke
Orchester
- Sinfonie; um 1810, Leipzig
- Sinfonie D-Dur; undatiert, Paris
- Sinfonia baccante; undatiert, Paris
- fünf Sinfonien im Conservatorio Statale di Musica Luigi Cherubini in Florenz
- drei Sinfonien in D-Dur, D-Dur und, B-Dur
- Cembalokonzert
- Orgelkonzert
- Grandes marches exécutées dans les galeries du museum au moment du passage de leurs MM. II. et RR. le jour de la bénédiction nuptiale de leur mariage, bearbeitet für Klavier; 1810 (?), Paris
- Vive Henri IV, Variationen; 1815 (?), Paris

### Kammermusik
- 3 grandes sonates für Klavier, Violine und Violoncello ad lib.; 1810 (?), Paris
- Sonate für Klavier und Violine ad lib.; undatiert, Florenz
- 6 pièces d’harmonie für zwei Klarinetten, zwei Hörner und zwei Fagotte; undatiert, Offenbach
- 6 Walzer für zwei Violinen; undatiert, Leipzig
- 6 Walzer für Klavier; 1810 (?), Paris
- Potpourri variato; undatiert, Wien
- Polonaise favorite für Klavier

## Einspielungen

### Opern
- Leonora ossia L’amor coniugale, Oper in zwei Akten, Dresden, 1804, Libretto: Giuseppe Maria Foppe und Giacomo Cinti, Vorlage: Léonore, ou L’amour coniugal von Jean. Nicolas Bouilly, Aufnahme: 5. bis 11. August 2020, Innsbrucker Festwochen der Alten Musik, Erstaufführung auf der Grundlage der historisch-kritischen Neuausgabe von Christian Seidenberg, Alessandro De Marchi mit dem Innsbrucker Festwochenorchester, Eleonora Bellocci (Leonora), Paolo Fanale (Florestano), Renato Girolami (Rocco), Marie Lys (Marcellina), Luigi De Donato (Giacchino), Carlo Allemano (Don Pizarro), Krešimir Špicer (Don Fernando), cpo, 2021
- Sofonisba, Oper in zwei Akten, Uraufführung: Bologna, Corso, 1805, Libretto: Giovanni Schmidt, Aufnahme: Marco Guidarini mit dem Philharmonia Orchestra, Jennifer Larmore (Sofonisba), Paul Nilon (Siface), Rebecca Evans (Massinissa), Mirco Palazzi (Scipione), Colin Lee (Lelio), Lucy Crowe (Osmida), Opera Rara, 2008
- Agnese, Dramma semiserio in zwei Akten, Paris, 1809, Aufnahme: 10. bis 14. März 2019 im Teatro Regio di Torino, Libretto: Luigi Buonavoglia, Diego Fasolis und Orchester und Chor des Teatro Regio di Torino, Carlo Caputo (Cembalo), Maria Rey-Joly (Agnese), Markus Werba (Uberto), Edgardo Rocha (Ernesto), Filippo Morace (Don Pasquale), Andrea Giovannini (Don Girolamo), Lucia Cirillo (Carlotta), Giulia Della Peruta (Vespina), Federico Benetti (Aufseher), Sofia La Cara (Sechs Jahre altes Mädchen), Dynamic, DVD, 2019
- Le maître de chapelle, ou Le souper imprévu, Opéra comique, Opera Comique (Théâtre Feydeau), Paris, 1821, Aufnahme: Jean Paul Kreder mit dem Chorale Stéphane Caillat und dem Orchestre De Chambre De L’O.R.T.F., Jean-Christophe Benoit (Barnabé), Yves Bisson (Sans Quartier), Mady Mesplé (Célénie), Isabelle Garcisanz (Gertrude), Michel Sénéchal (Benedetto), Pierre Pégaud (Firmin), Barclay

### Kirchenmusik

#### Oratorien
- Il Santo Sepolcro, Dresden, 1807, Aufnahme: 3. bis 7. September 2008 in der Asamkirche in Ingolstadt, Franz Hauk mit dem Simon Mayr Chor und Ensemble, Cornelia Horak (Maddalena), Vanessa Barkowski (Giovanni), Thomas Michael Allen (Nicodemo), Jens Hamann (Bass), Miriam Clark (Soprano), Valer Barna-Sabadus (Alt), Klaus Steppberger (Tenor), Thomas Stimmel (Bass), Naxos, 2012
- La Passione di Gesù Cristo, Parma, 1810, Aufnahme: 18. bis 20. April 2011 im Auditorium Pollini in Parma, Sergio Balestracci mit Coro La Stagione Armonica und dem Orchestra di Padova e del Veneto, Valentina Coladonato (Giovanni), Valentina Kutzarova (Maddalena), Enea Scala (Nicodemo), Alvaro Lozano (Giuseppe d’Arimatea), cpo, 2015

#### Messen
- Missa piena d-Moll, Dresden, 1805, Aufnahme: Sibylla Rubens (Sopran), Anke Vondung (Mezzosopran), Jörg Schneider (Tenor),  Georg Zeppenfeld (Bass), Dresdner Kreuzchor, Staatskapelle Dresden unter der Leitung von Roderich Kreile, Carus-Verlag, 2008

### Instrumentalmusik
- Concerto D-Dur für Orgel und Orchester, I Allegro spirituoso II Andante sostenuto III Allegretto, Aufnahme: 7. April 1973 in der Chiesa Collegiata dei Santi Martino e Stefano von Serravalle Scrivia, Luigi Ferdinando Tagliavini (Orge), Orchestra da camera di Milano, Tito Gotti (Leitung), Dischi Ricordi

- Tre Grandi Sonate Per Pianoforte, Violino e Violoncello, Aufnahme: Dezember 1994 im Sala Mozart der Accademia Filarmonica in Bologna, Pieroaolo Maurizzi (Klavier), Maurizio Cadossi (Violine), Michele Ballarini (Violoncello), Bongiovanni. I B-Dur Allegro-Larghetto-Rondo (Allegretto con moto) II A-Dur, Allegro con brio-Andante-Allegretto III Allegro-Larghetto-Tempo di Polacca (Allegretto)